# Думбревіца (Бістріца-Несеуд)
Думбревіца (рум. Dumbrăvița) — село у повіті Бистриця-Несеуд в Румунії. Входить до складу комуни Спермезеу.
Село розташоване на відстані 346 км на північний захід від Бухареста, 27 км на північний захід від Бистриці, 69 км на північний схід від Клуж-Напоки.

## Населення
За даними перепису населення 2002 року у селі проживали 775 осіб, з них 771 особа (99,5 %) румунів. Усі жителі села рідною мовою назвали румунську.